# Robert Sens
Robert Sens (ur. 29 października 1977 w Schwerin) – niemiecki wioślarz, reprezentant Niemiec w wioślarskiej czwórce podwójnej podczas Letnich Igrzysk Olimpijskich w Atenach.

## Osiągnięcia
- Mistrzostwa Świata – Aiguebelette-le-Lac 1997 – ósemka – 5. miejsce[1].
- Mistrzostwa Świata – Kolonia 1998 – dwójka bez sternika – 1. miejsce[1].
- Mistrzostwa Świata – St. Catharines 1999 – dwójka bez sternika wagi lekkiej – 6. miejsce[1].
- Igrzyska Olimpijskie – Sydney 2000 – dwójka bez sternika – 9. miejsce[1].
- Mistrzostwa Świata – Sewilla 2002 – czwórka podwójna – 1. miejsce[1].
- Mistrzostwa Świata – Mediolan 2003 – czwórka podwójna – 11. miejsce[1].
- Igrzyska Olimpijskie – Ateny 2004 – czwórka podwójna – 5. miejsce[1].
- Mistrzostwa Świata – Gifu 2005 – czwórka podwójna – 6. miejsce[1].
- Mistrzostwa Świata – Eton 2006 – dwójka podwójna – 7. miejsce[1].
- Mistrzostwa Świata – Monachium 2007 – czwórka podwójna – 3. miejsce[1].